# HD 204960
HD 204960，又名CD-4514367，SAO 230737、HR 8236，是一颗恒星，视星等为5.57，位于銀經355.16，銀緯-46.99，其B1900.0坐标为赤經21h 26m 54.8s，赤緯-45° -46.99′ 26″。